# Двійник (фільм)
«Двійник» (рос. «Двойник») — український художній фільм 1995 року, знятий за участю США, бойовик з елементами трилера. Фільм став спільною роботою двох режисерів — Артура Гураля і Олексія Майстренка. У роботі над фільмом взяли участь п'ять кіностудій, в тому числі кіностудія імені Олександра Довженка.

## Сюжет
Як у класичному детективному бойовику ця історія почалася із викрадання. Злочинний задум прийшов у голову найманого вчителя танців – викрасти його вихованця Тіма заради чималенького викупу. Та сам він не здатний на такі ризиковані вчинки, тож примушений шукати виконавців. І знайшлася така собі парочка: Стас із зіпсованою у гарячих точках планети психікою і м‘якотілий Віктор, якого щойно виштовхала з дому дружина.
Спочатку усе йшло досить гладко. Доки викрадачі не дізналися, що хлопчисько аж зовсім не поспішає повертатися у свою "золоту клітку". І інших друзів крім викрадачів у нього немає.

## У ролях
Головні ролі:
- Володимир Голованов — Віктор
- Олег Стальчук — Стас
- Дмитро Лук'янов — Олександр
- Георгій Дрозд — Марков
- Віталік Шитов — Тім
- Наталія Поліщук — Анна
- Олексій Майстренко — головний охоронець
- Людмила Смородіна — дружина Маркова

Другорядні ролі:
- Наталія Колесникова — гувернантка
- Олена Петрова — покоївка
- Артур Федоров — охоронець
- Ігор Слободський — мажордом
- В'ячеслав Добринін — керуючий банком
- Ольга Плис — дівчина
- Борис Лук'янов

## Знімальна група
- Автор сценарію: Олег Ремпінський
- Режисери-постановники: Артур Гураль, Олексій Майстренко
- Оператор-постановник: Дмитро Фурса
- Художник-постановник: В'ячеслав Капленко
- Музичне оформлення: Михайло Старицький
- Режисер монтажу: Наталія Акайомова
- Комбіновані зйомки: Микола Шабаєв
- Звукооператор: Сергій Вачі
- Трюки: Анатолій Грошевий, Олексій Майстренко
- Режисер: Тамара Бородачова
- Художник по гриму: Юлія Клименко
- Художник по костюмах: Вікторія Данішевська
- Редактор: Марина Меднікова
- Продюсери: Олексій Майстренко, Валерій Голубенко, Тодд Блек, Лілі Фіні Занук

## Цікаві факти
- Олексій Майстренко виконував в цьому фільмі дуже багато роботи — він був режисером, продюсером, актором, постановником і виконавцем трюків.
- Деякі з виконаних трюків були унікальними для свого часу і цікавими і захоплюючими для глядачів. Це вибух машини в момент її падіння з моста в воду і стрибок з рухомого потяга метро в  вантажівку при поганій видимості.
- Частина зйомок проходила у Франції в Парижі.